# Lars Spuybroek

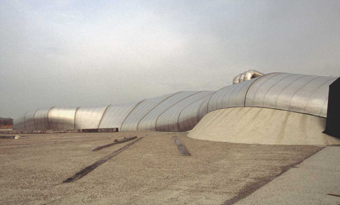
HtwoOexpo, el pabelón de agua por NOX/Lars Spuybroek.

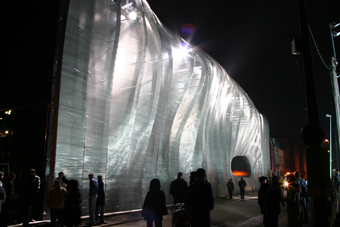
Maison Folie. Lille, Francia.

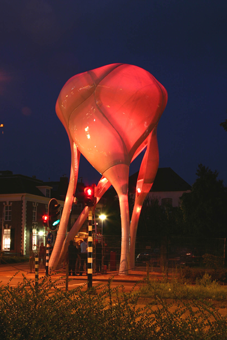
La torre-D interactiva coloreada de rojo indicando que el amor es la emoción más intensamente experimentada en ese momento. Doetinchem, Holanda.

Lars Spuybroek (Róterdam, 16 de septiembre de 1959) es un arquitecto y artista neerlandés.

## Formación
Se graduó cum laude en la Universidad Técnica de Delft en 1989. Un año más tarde ganó el premio Archiprix por el proyecto "Palazzo Pensile", un nuevo palacio real para la reina Beatriz en Róterdam. Poco después inauguró la revista NOX, del que se publicaron cuatro ejemplares en neerlandés entre 1991 y 1994, que en lugar de estar numerados seguían las letras del alfabeto (A: Actiones in Distans, B: Biotech, C: Chloroform y D: Djihad). Desde 1995 Lars Spuybroek es el único director del gabinete de arquitectura que lleva el nombre NOX, y se dedica a la construcción de edificios y obras de arte.

## Carrera
Lars Spuybroek apareció en la escena internacional de arquitectura con su pabellón de agua en la isla de Neeltje Jans (1993-1997), una edificación que consta de dos mitadas de las cuales el diseño la parte correspondiente al agua dulce de color plateado. El célebre crítico de arquitectura Charles Jencks calificó al edificio como el nuevo paradigma de la arquitectura “aún no superado.” TEl pabellón de agua es el primer edificio que tiene un interior interactivo donde los visitantes pueden transformar las condiciones de luz y sonido utilizando sensores activamente. También emplea la llamada "geometría continua, en la que los pavimentos, paredes y techos se funden en un continuo de transición suave. Esta forma de arquitectura blob fue bautizada posteriormente como "arquitectura no estándar" en la gran exposición colectiva del grupo homónimo que tuvo lugar en el Centro Pompidou (2003) en París. Este tipo de arquitectura aboga por una revolución tecnológica donde se despliegan potentes herramientas de computación para sustituir a la simple repetición de elementos por una variación continua. Se emplean la computación tanto en el diseño (CAD) como en la fabricación (CAM) y en ocasiones también en intensificar la experiencia humana. Estas técnicas se discuten ampliamente en sus libros titulados: NOX: Machining Architecture (NOX, mecanizando la arquitectura)(2004) y The Architecture of Continuity (La arquitectura de la continuidad) (2008). Aunque los proyectos parecen muy experimentales, en algunas entrevistas Lars Spuybroek siempre rechaza su conexión con el futurismo (que por lo general se refiere a la industria automovilística o al cine) o al organicismo (que se refiere a las formas naturales) y solo señala algunos ejemplos históricos. Entre estos se encuentra la obra Der Stil de Gottfried Semper (1852), Forma en Gótico de Wilhelm Worringer (1911) y  El análisis de la belleza, de  William Hogarth, (1753). Otras influencias que menciona a menudo son Sobre crecimiento y forma de D'Arcy Thompson (1917) y el trabajo del arquitecto e ingeniero alemán Frei Otto. Uno de los rasgos comunes a todos estos es la complejidad sinuosa y la delicadeza de la forma, ya que se asume que la estética es una experiencia más corporal que un juicio menta. Las formas en burbuja se descartan como "variación sin control" y se sitúan "en el extremo inferior de la articulación arquitectónica". Tiene una fuerte creencia en los efectos culturales de las nuevas tecnologías: "Pronto será posible tener partes completamente únicas en la estructura de una edificación por un precio que antes sólo sería posible mediante enormes cantidades de repetición -un prefabricado variable o, como se llama en términos de producción, personalización en masa. "Estamos disolviendo la oposición entre la manufactura elitista y las partes mecanizadas, entre la emocionalidad y la alta tecnologíam, entre el Art nouveau y la Bauhaus."
En 2001 su diseño para un nuevo WTC en Nueva York le proporcionó nuevamente atención internacional. Unos años después, en 2004, se concluyeron algunas de las obras de Lars Spuybroek. En Francia, se inauguró la Maison Folie de Wazemmes, un centro cultural en el corazón de un área degradada de Lille. En Holanda se terminó la D-tower, una gran escultura interactiva para la ciudad d Doetinchem que creó junto con el artista Q.S. Serafijn. Esta torre conecta directamente con una página web que supervisa la vida emocional de sus habitantes. Cerca de Eindhoven, en la pequeña ciudad de Son-en-Breugel, se inauguró la Son-O-House una escultura sonora interactiva concebida junto con el compositor Edwin van der Heide.
En 2001 Lars Spuybroek fue elegido como Profesor de Técnicas de diseño digital en la universidad de Kassel en Alemania. Y hasta 2006 también enseñó en la Universidad de Columbia de Nueva York. Desde 2006 es profesor titular en la Distinguida Cátedra Ventulett de diseño arquitectónico del Instituto de Tecnología de Georgia en Atlanta, Estados Unidos.

## Premios
En 1989 Lars Spuybroek recibió el Archiprix, en 1995 el Premio Mart Stam Incentive, en 1997 el premio Iakov Chernikov Award y el Zeeuwse Architectuurprijs. dos años después también fue nominado para el premio Mies van der Rohe Award. En 2006 recibió el Kölner Klopfer al mejor diseñador del mundo.

## Exposiciones
- NOX, instalación, Nederlands Architectuurinstituut, Róterdam (1997)
- Arquitectura Virtual, Centro Cultural de Belém, Lisboa, Portugal (1998)
- NearDeathHotel, Walker Art Center, Mineápolis (1998)
- Deep Surface, Instalación, Galerie Exedra, Hilversum, Holanda (1999)
- Design and the Elastic Mind, MoMA, Nueva York (2008)
- Archaeology of the Digital: Media and Machines, Centro Canadiense de Arquitectura, Montreal (2014)